# Fédération saint-marinaise de rugby à XV
La Fédération saint-marinaise de rugby à XV (officiellement en italien : Federazione Sammarinese Rugby) est l'instance qui régit l'organisation du rugby à XV à Saint-Marin.

## Historique
La Federazione Sammarinese Rugby est fondée le 26 mai 2005,. Sa création fait suite à celle du club du Rugby Club San Marino (it), né le 4 octobre 2004.
Afin d'accompagner son développement, un accord de collaboration est signé le 22 juin 2006 entre les fédérations saint-marinaise et italienne.
Elle devient le 16 juin 2007 membre observateur de la Fédération internationale de rugby amateur, organisme européen du rugby,.
Lors de sa session du 30 avril 2008, le Comité national olympique saint-marinais accorde le statut de membre à la fédération saint-marinaise de rugby,,.
Elle devient membre permanent de la Fédération internationale de rugby amateur à partir de décembre 2008.
Le processus d'adhésion à World Rugby, organisme international du rugby, n'est quant à lui pas encore arrivé à son terme.

## Présidents
Les personnes suivantes se succèdent au poste de président de la fédération :
- 2005-2012 : Marino Albani
- 2012-2013 : Santiago A. Mazza
- depuis 2013 : Stefania Stefanelli